# Bastion Hesco

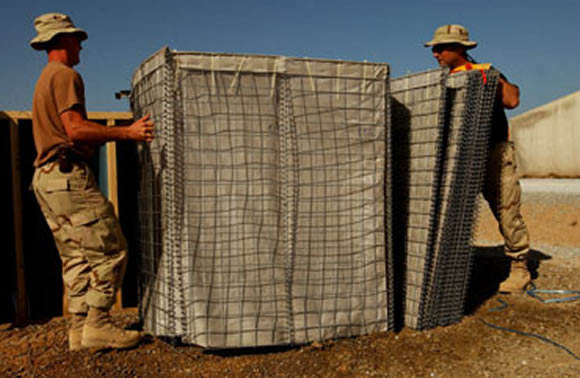
Soldați asamblând un bastion HESCO.

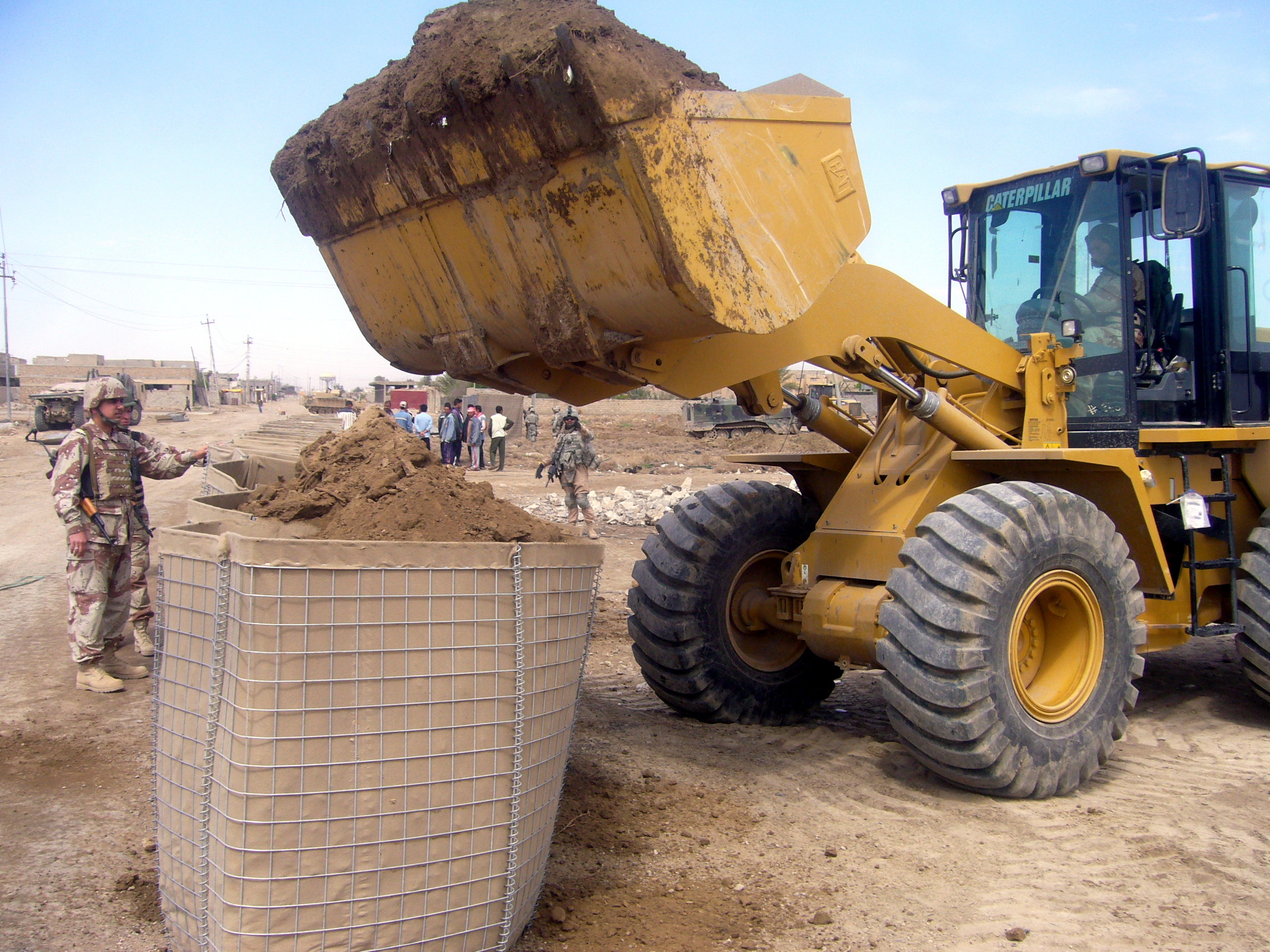
Ingineri militari umplând un bastion HESCO.

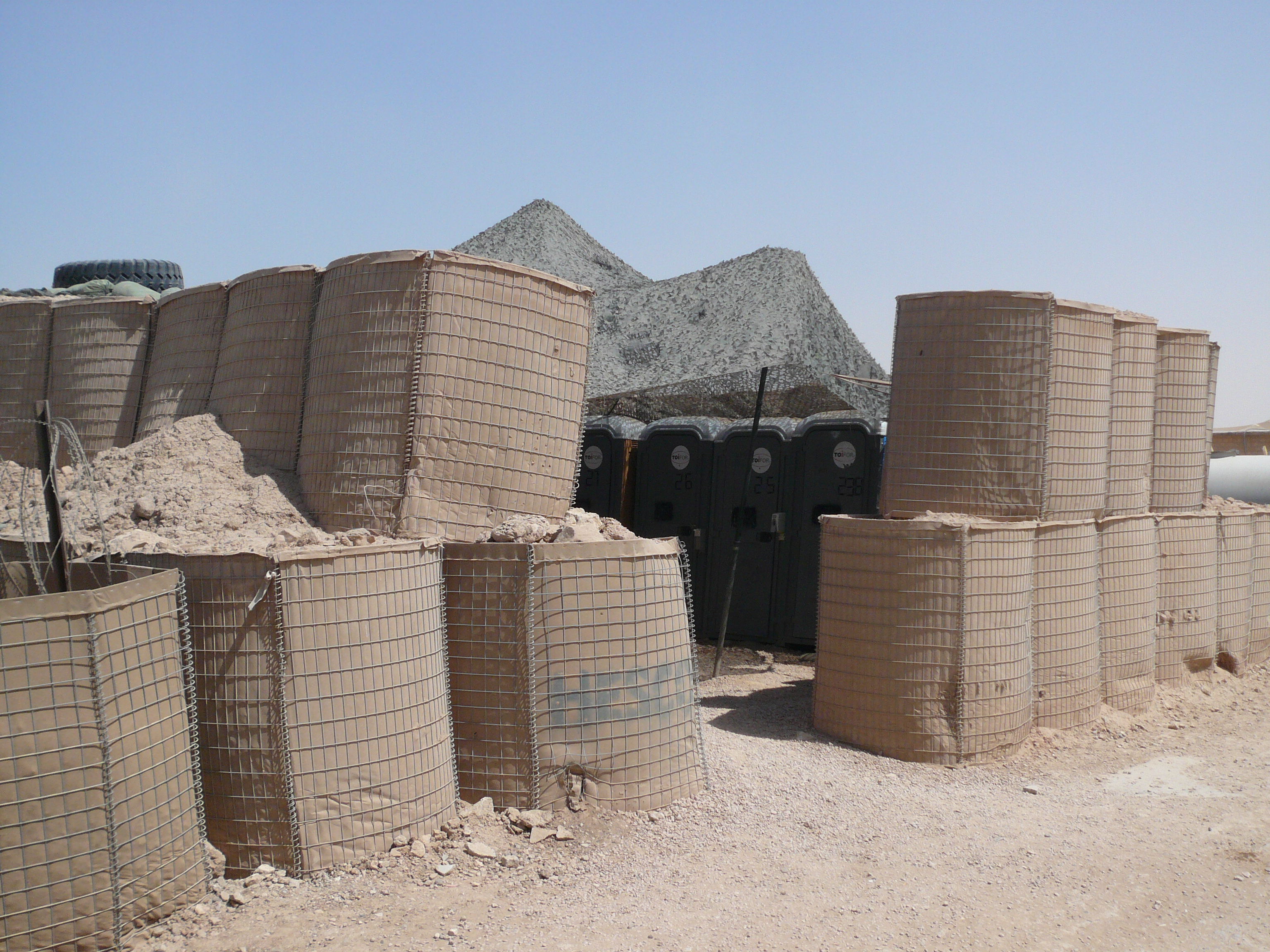
Bastioane Hesco stivuite pe două nivele împrejurul toaletelor portabile din Irak.

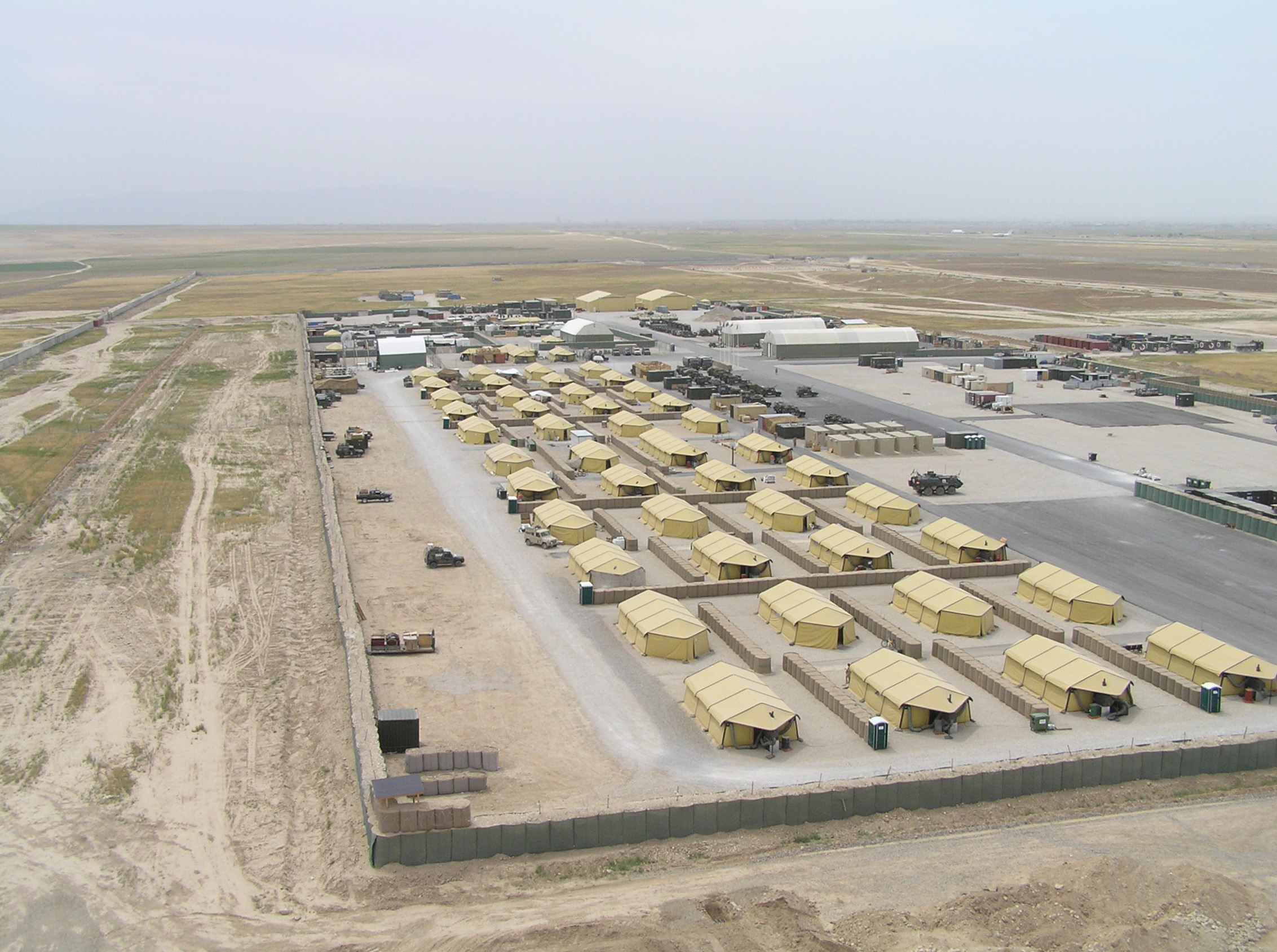
Baza germnaă (secțiunea norvegiană) din cadrul bazei militare Marmal din apropierea localității Mazar-e-Sharif, Afghanistan. Vezi liniile interne de gabionuri folosite pentru a reduce și compartimenta efectele mortierelor.

Bastionul HESCO este un gabion modern folosit pentru controlul inundațiilor si pentru fortificațiile militare, fiind de asemenea numele companiei britanice care l-a dezvoltat cu mai mult de un deceniu în urmă. Gabionul este confecționat dintr-un container demontabil din plasă de sârmă și o țesătură foarte rezistentă prinsă de container. Umplut cu țărână, el este folosit ca zid protector (barieră) temporar sau semipermanent împotriva exploziilor și a armelor de foc mici. Acest tip de sistem defensiv este utilizat de aproape fiecare bază militară a Statelor Unite din Irak, precum și de bazele NATO din Afganistan.